# Players and supporters
Players and supporters is een artistiek kunstwerk in Amsterdam-Noord.
Het is een beeldengroep van vier van kunstenaar Harmut Wilkening, dat geplaatst werd na een herinrichting van dit gebied waar (veel van) de Amsterdamse veren komen en gaan. Het verzoek kwam van de deelraad van Amsterdam-Noord gesteund door het Amsterdams Fonds voor de Kunst. De kunstenaar gaf vier voetballende personen weer in een bewegend uiterlijk (ze steunen allen alleen op één voet) en hellen over, zelf noemt hij het “in strijd met de zwaartekracht”.  De kunstenaar gaf de personen de bewegingen van profvoetballers, doch de kleding wijst meer op amateurschap (ze spelen op blote voeten); zo gaf hij de onderlinge afhankelijkheid weer (sporter-supporter). De kunstenaar gaf met de groep verbondenheid met de Aarde weer, maar ook individualisme binnen de massacultuur die voetbal (achter)volgt. Geen van de personen lijkt verbinding te hebben met de andere drie 
en ook bijvoorbeeld de voetbal ontbreekt.   
Saillant detail daarbij is AFC Ajax in hun beginperiode er jarenlang speelde en dat de voetballers dus met de pont hier overstaken vanuit de stad.
De beeldengroep werd in 2005 geplaatst in een grasveldje, waarop later twee eettentjes werden geplaatst.  